# シミアゾール
シミアゾール（英：Cymiazole）は外部寄生虫駆除剤として使用される動物用医薬品である 。ミツバチのVarroa属ダニ（ミツバチヘギイタダニなど）の駆除にも使用される。